# Kaija Saariaho
Kaija Anneli Saariaho, nata Kaija Anneli Laakkonen (Helsinki, 14 ottobre 1952 – Parigi, 2 giugno 2023), è stata una compositrice finlandese.

## Biografia
Dopo essersi formata ad Helsinki, sua città natale, si trasferì dapprima in Germania e poi a Parigi, nel 1982, dove frequentò i corsi dell'IRCAM. Nel 1972 prese il cognome del primo marito, da cui si sarebbe separata poco dopo.
Insegnò a San Diego (California) verso la fine degli anni '80.
Nel corso degli anni '80, mettendo in pratica gli insegnamenti ricevuti alla IRCAM, realizzò diverse opere con l'ausilio di strumenti informatici e elettronici come il nastro magnetico. Nel 1988 vinse il Prix Italia grazie a Stilleben, opera dedicata al viaggio.
Si dedicò alla musica da camera, alle orchestrazioni orchestrali, al balletto e alle produzioni multimediali. Nel 1999 le fu commissionato un lavoro (Oltra mar) dalla New York Philharmonic Orchestra.
Sempre nel 1999 realizzò la sua prima opera per il teatro, L'amour de loin, composta da cinque atti e ispirata al trovatore del XII secolo Jaufré Rudel. Il librettista di quest'opera era Amin Maalouf. Altre sue opere furono Adriana Mater (2006) e Emilie (2010), sempre in collaborazione con Maalouf.
Nel 2011 vinse il Grammy Award nella categoria "miglior opera lirica".

## Opere
- Verblendungen (1984; orchestra, elettronica)
- Lichtbogen (1986; flauto, percussioni, piano, arpa, archi, elettronica)
- Io (1987; ensemble, elettronica)
- Nymphéa (1987; quartetto d'archi, elettronica)
- Petals (1988; violoncello, elettronica)
- Du cristal... (1989; orchestra, elettronica)
- ...à la Fumée (1990; flauto, violoncello, orchestra)
- Graal théâtre (1994; violino, orchestra)
- New Gates (1996; flauto, arpa, viola)
- L'Amour de loin (2000; opera)[3]
- Orion (2002; orchestra)
- Adriana Mater (2005; opera)
- La Passion de Simone (2006; oratorio/opera)
- Notes on Light (2007; violoncello concerto)
- Terra Memoria (2007; quartetto d'archi)
- Lanterna magica, 2008
- Émilie (2010; opera)
- D'Om le Vrai Sens (2010; clarinetto concerto)
- Maan varjot (2013; organo e orchestra)